# Kagu
Kagu (Rhynochetos jubatus) är en unik långbent, gråaktig fågel som är ensam nu levande medlem i familjen Rhynochetidae. Den finns endast i de täta, fuktiga bergsskogarna på Nya Kaledonien. Kagun kan nästan inte flyga och bygger av pinnar ett bo på marken, där den lägger ett enda ägg. Den har visat sig sårbar för introducerade råttor och katter och är utrotningshotad. På grund av att arten lever i en svårtillgänglig miljö och är ovanlig är inte mycket känt om dess levnadssätt.

## Utseende och läte
Kaguns fjäderdräkt är ovanligt ljus för en fågel som lever på marken i skogen. Den är askgrå och vit och mäter cirka 55 centimeter. Den har puderdun som bidrar till att hålla den torr och isolerar den i det tropiska klimatet. Den har en tofs som används för uppvisningar inför artfränder. Kagun har kraftiga röda ben och röd, svagt böjd näbb. Den har stora framåtpekande ögon som ger den binokulär syn. Den har även en sorts strukturer som täcker näsborrarna, vilket ingen annan fågelart har.

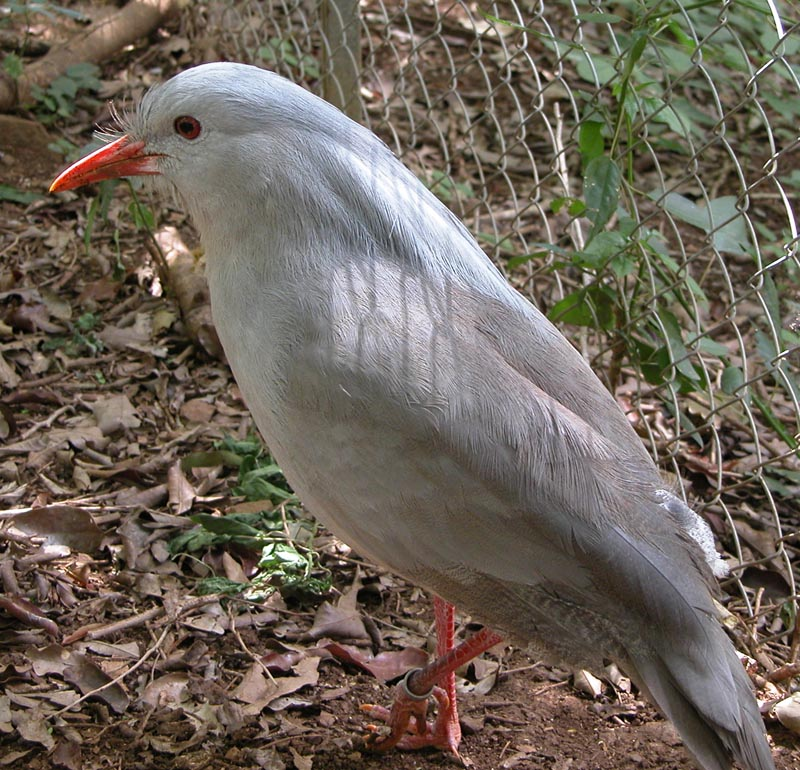

Kaguer har ett antal olika läten och sjunger oftast duetter på morgonen. Varje duett varar i omkring 15 minuter.

## Ekologi
Kagun är en marklevande fågel som finns i skogar och buskmark. Den livnär sig av insekter, larver och blötdjur. Dess binokulära syn är en bra förutsättning för att hitta byten bland löven på marken och för att se i mörkret i skogen. Kagun kan nästan inte flyga och använder sina vingar för uppvisning och för att röra sig snabbt genom skogen. Den kan också använda dem för att glidflyga när den flyr från fara. 
Den bygger ett bo på själva marken av kvistar och torra löv. Honan lägger där ett enda ägg, som är 6–7 centimeter långt. Honan och hannen hjälps åt att ruva och sedan att utfodra ungen. Ungen är brun med mörkare ränder på ryggen.

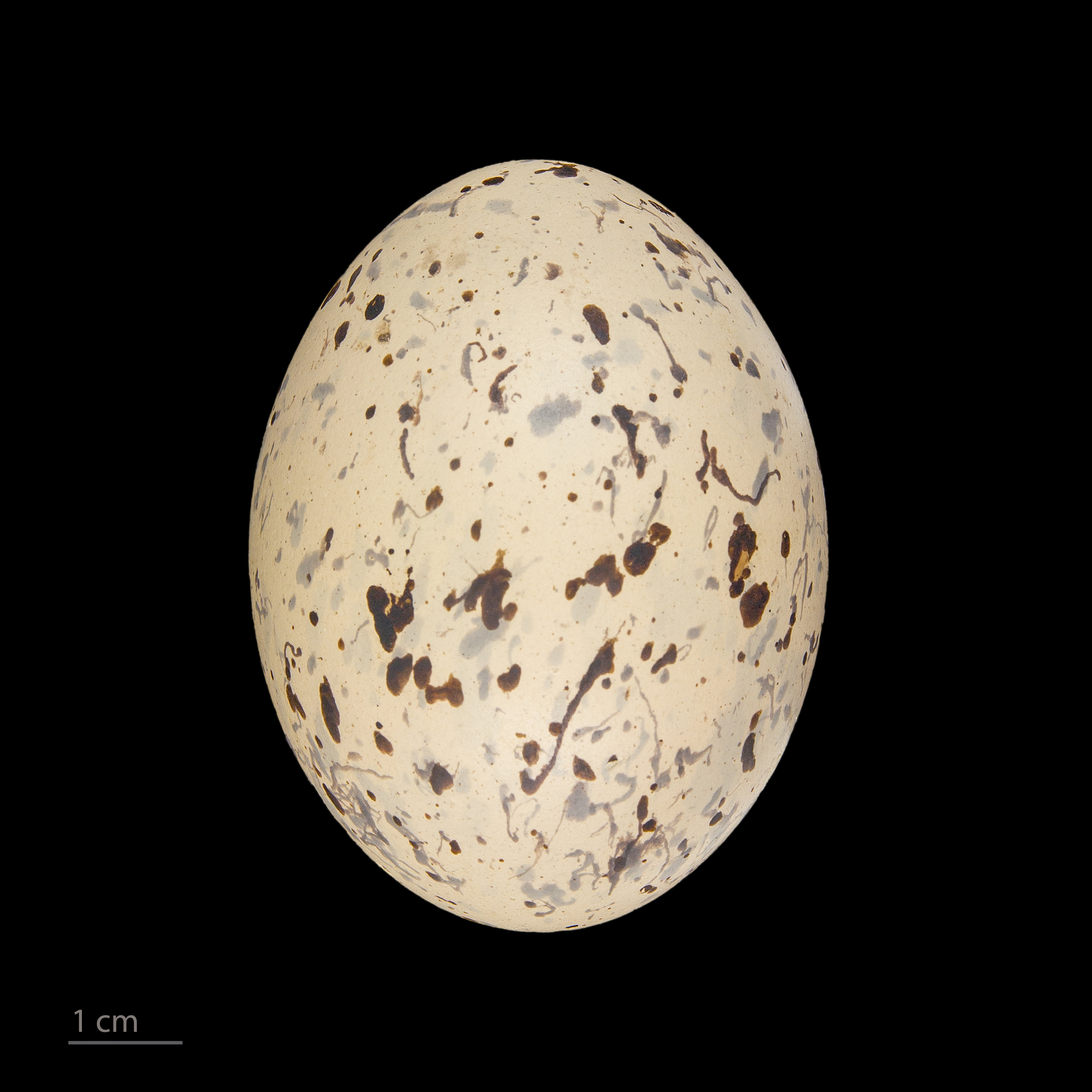
Kaguns ägg.

## Hot och bevarande
Kagun är listad som "starkt hotad" (CITES I), och åtnjuter fullt skydd i Nya Kaledonien. Den hotas av införda vildkatter, grisar och hundar. I början minskade den i antal på grund av jakt för att användas som mat och för att hållas som sällskapsdjur. Den är också drabbad av biotopförlust, som orsakas av gruvdrift och skogsbruk. Stora insatser för att bevara kagun har gjorts och den har fåtts att häcka väl i djurparker. Fåglar som avlats i fångenskap har satts ut i naturen. Kaguer anses mycket viktiga i Nya Kaledonien, som en högprofilerad endemisk symbol för territoriet. Kaguns överlevnad anses betydelsefull för områdets ekonomi och image.

## Systematik
Kagun placerades tidigare ofta i ordningen tran- och rallfåglar (Gruiformes), men detta har alltid ansetts vara preliminärt. Rent morfologiskt är den lik hägrar, som den också kategoriserats som, men detta verkar bero på konvergent evolution på grund av liknande levnadsförhållanden. Närmaste släkting till kagun är istället en annan gåtfull fågel som också placerats i ordningen tran- och rallfåglar, nämligen amerikanska solrallen. Molekylära studier indikerar att dessa båda arter är sina närmaste nu levande släktingar. Tillsammans verkar de två arterna bilda en liten evolutionär utvecklingslinje från Gondwana. Även mesiterna har ansetts stå nära eftersom de tre kagu, solrallen och mesiterna har unika puderdun. På grund av detta placeras dessa kagun och solrallen idag ofta i den egna ordningen solrallfåglar (Eurypygiformes) Tillsammans verkar de tillsammans med tropikfåglarna vara systergrupp till Aequornithes, en stor grupp vattenlevande fåglar som omfattar bland annat lommar, stormfåglar och hägrar. Mesiterna har dock visat sig vara närmare släkt med duvor och flyghöns. 
Kustkagu (Rhynochetos orarius) är en förhistorisk utdöd fågel i familjen kaguer inom ordningen solrallfåglar.
Tidigare urskildes ytterligare en art i släktet, den större utdöda kustkagun. Efter senare studier anses den dock numera vara en del av kagun.

## Övrigt

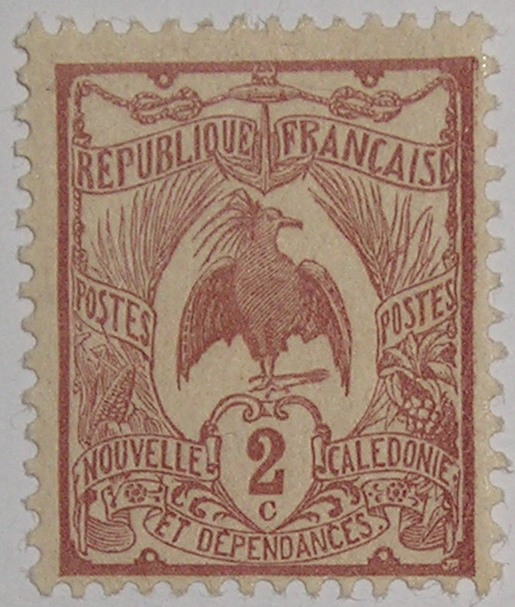
Frimärke från 1903 med bild av kagu

Sedan 1903 har kagun regelbundet förekommit som motiv på frimärken från Nya Kaledonien.